# 山梨県道23号韮崎増富線
山梨県道23号韮崎増富線（やまなしけんどう23ごう にらさきますとみせん）は、山梨県韮崎市藤井町駒井から同県北杜市須玉町小尾に至る主要地方道に指定された山梨県道である。区間によって、穂坂路、増富ラジウムラインと呼ばれている。

## 概要
北杜市須玉町小尾にある増富温泉までを結ぶ山岳道路。
なお、起点より北杜市須玉町比志までの区間は、山梨県道610号原浅尾韮崎線と重複する。

### 路線データ
- 起点：山梨県韮崎市藤井町駒井（駒井交差点、国道141号交点）
- 終点：山梨県北杜市須玉町小尾
- 陸上距離：24,729m

## 路線状況

### 重複区間
- 山梨県道610号原浅尾韮崎線（韮崎市藤井町駒井 - 北杜市須玉町比志）

## 地理

### 通過する自治体
- 山梨県
  - 韮崎市 - 北杜市

### 交差する道路
- 国道141号（韮崎市藤井町駒井・駒井交差点、起点）
- 山梨県道601号増富若神子線（北杜市須玉町）
- 山梨県道610号原浅尾韮崎線（北杜市須玉町比志）

### 沿線
- 北杜市役所 明野総合支所
- 北杜市立明野中学校
- 北杜市立明野小学校
- 根古屋神社の大ケヤキ（国の天然記念物）
- 北杜市役所 増富出張所
- 北杜市立増富小学校
- 塩川ダム
- 通仙峡
- 増富温泉